# Alibertia
Alibertia es un género con 61 especies de plantas con flores perteneciente a la familia Rubiaceae. Es originario de América tropical.

## Descripción
Son arbustos o árboles, que alcanzan hasta los 6 m de alto; plantas dioicas. Las hojas opuestas, elípticas a elíptico-oblongas, de 5–20 cm de largo y 1.5–8 cm de ancho, ápice agudo o acuminado, base cuneada a obtusa, cartáceas a subcoriáceas, glabras o a veces cortamente pilosas en el envés, nervios secundarios 6–12 pares, a veces con domacios; pecíolos 2–5 (10) mm de largo; estípulas interpeciolares, triangulares, 7–20 mm de largo, acuminadas, generalmente persistentes. Las flores fragantes, las estaminadas 3–8 en fascículos, las pistiladas solitarias y algo más pequeñas, pedicelos 1–3 mm de largo, brácteas reducidas o ausentes; limbo calicino 2–6 mm de largo, brevemente 4–5-lobado; corola hipocrateriforme, glabra externamente, blanca cambiándose a amarilla después de la antesis, tubo 15–30 mm de largo, lobos 4–5, 10–20 mm de largo, convolutos; ovario 2–8-locular, óvulos numerosos por lóculo. Frutos abayados, subglobosos, 2–4 cm de diámetro, cafés a amarillentos, pericarpo coriáceo a leñoso, pulpa suculenta; semillas angulosas, 3–8 mm de largo.

## Distribución y hábitat
Es frecuente en los bosques húmedos, en la zona atlántica, menos frecuente en la zona pacífica; se encuentra a una altitud de 0–1000 metros; florece probablemente durante todo el año, distribuyéndose por el centro de México hasta Bolivia y Brasil, también en Cuba.

## Especies
| - Alibertia amplexicaulis - Alibertia bertierifolia - Alibertia concolor - Alibertia curviflora - Alibertia duckei - Alibertia edulis - Alibertia elliptica - Alibertia gardneri - Alibertia hadrantha - Alibertia hispida - Alibertia humilis - Alibertia iquitensis - Alibertia itayensis - Alibertia jaquinioides - Alibertia latifolia - Alibertia longiflora - Alibertia macrantha | - Alibertia macrophylla - Alibertia melloana - Alibertia obidensis - Alibertia obtusa - Alibertia oligantha - Alibertia pedicellata - Alibertia pilosa - Alibertia premontana - Alibertia rigida - Alibertia rotunda - Alibertia sessilis - Alibertia subaurea - Alibertia tobagensis - Alibertia tutumilla - Alibertia utleyorum - Alibertia verrucosa |

## Sinonimia
- Genipella Rich. ex DC., Prodr. 4: 443 (1830).
- Gardeniola Cham., Linnaea 9: 247 (1834).
- Scepseothamnus Cham., Linnaea 9: 248 (1834).
- Thieleodoxa Cham., Linnaea 9: 251 (1834).
- Garapatica H.Karst., Fl. Columb. 1: 57 (1860).[1]